# Río Arriba (Vega Baja)
Río Arriba es un barrio ubicado en el municipio de Vega Baja en el estado libre asociado de Puerto Rico. En el Censo de 2010 tenía una población de 352 habitantes y una densidad poblacional de 73,7 personas por km².

## Geografía
Río Arriba se encuentra ubicado en las coordenadas 18°24′1″N 66°23′25″O / 18.40028, -66.39028. Según la Oficina del Censo de los Estados Unidos, Río Arriba tiene una superficie total de 4.78 km², de la cual 4.73 km² corresponden a tierra firme y (0.92%) 0.04 km² es agua.

## Demografía
Según el censo de 2010, había 352 personas residiendo en Río Arriba. La densidad de población era de 73,7 hab./km². De los 352 habitantes, Río Arriba estaba compuesto por el 81.25% blancos, el 5.68% eran afroamericanos, el 0.85% eran amerindios, el 9.38% eran de otras razas y el 2.84% pertenecían a dos o más razas. Del total de la población el 99.43% eran hispanos o latinos de cualquier raza.